# Tripogandra purpurascens
Tripogandra purpurascens är en himmelsblomsväxtart som först beskrevs av Johannes Conrad Schauer, och fick sitt nu gällande namn av Handlos. Tripogandra purpurascens ingår i släktet Tripogandra och familjen himmelsblomsväxter.

## Underarter
Arten delas in i följande underarter:
- T. p. australis
- T. p. purpurascens